# Neolophonotus breonii
Neolophonotus breonii är en tvåvingeart som först beskrevs av Macquart 1838.  Neolophonotus breonii ingår i släktet Neolophonotus och familjen rovflugor.
Artens utbredningsområde är Réunion. Inga underarter finns listade i Catalogue of Life.